# خلية مترالية
الخلايا المترالية (بالإنجليزية: mitral cells)‏ هي خلايا عصبية تُشكل جزءا من نظام حاسة الشم، وتقع في البصلة الشمية الموجودة في الجهاز العصبي المركزي في الثدييات، وتستقبل هذه الخلايا المعلومات من محاور أعصاب المستقبلات الشمية، وتكون نقاط تشابك عصبي في اللبد العصبي تُسمى الكبيبات، وتقوم المحاور العصبية للخلايا المترالية بعد ذلك بنقل المعلومات لعدد من مناطق الدماغ، بما في ذلك القشرة الكمثرية، القشرة الشمية الداخلية، واللوزة.
تستقبل الخلايا المترالية إشارات محفزة قادمة من أعصاب المستقبلات الشمية والخلايا الملفوفة على زوائدها الشجرية الأولية، كما تستقبل الخلايا المترالية أيضا إشارات مثبطة قادمة إما من الخلايا الحبيبية إلى الزوائد الشجرية الجانبية أو من الخلايا المحيطة بالكيبية. تُشكل الخلايا المترالية بجانب الخلايا الملفوفة محطة إجبارية لكل المعلومات الشمية الواردة العصب الشمي.